# Айастан (издательство)
«Айастан» (арм. Հայաստան) — издательство в Ереване. Издаёт общественно-политическую, научную, научно-популярную, сельскохозяйственную литературу, а также справочники, календари, плакаты.
Основано в июне 1921 года (до 1964 года называлось «Государственное издательство Армении» или «Армянское государственное издательство», сокращённо «Айпетграт», арм. Հայպետհրատ). На базе отдельных отделов «Айпетграт» был создан ряд издательств: «Кусграт», «Кахграт», «Хоррдайин грох» (1947—1948), «Айпетгиттехграт» (1959—1960), «Айпетусманграт» (с 1955, издательство «Луйс» с 1964 года).